# 25645 Alexanderyan
25645 Alexanderyan è un asteroide della fascia principale. Scoperto nel 2000, presenta un'orbita caratterizzata da un semiasse maggiore pari a 2,4249937 UA e da un'eccentricità di 0,0944826, inclinata di 6,79883° rispetto all'eclittica.